# 帕查玛玛

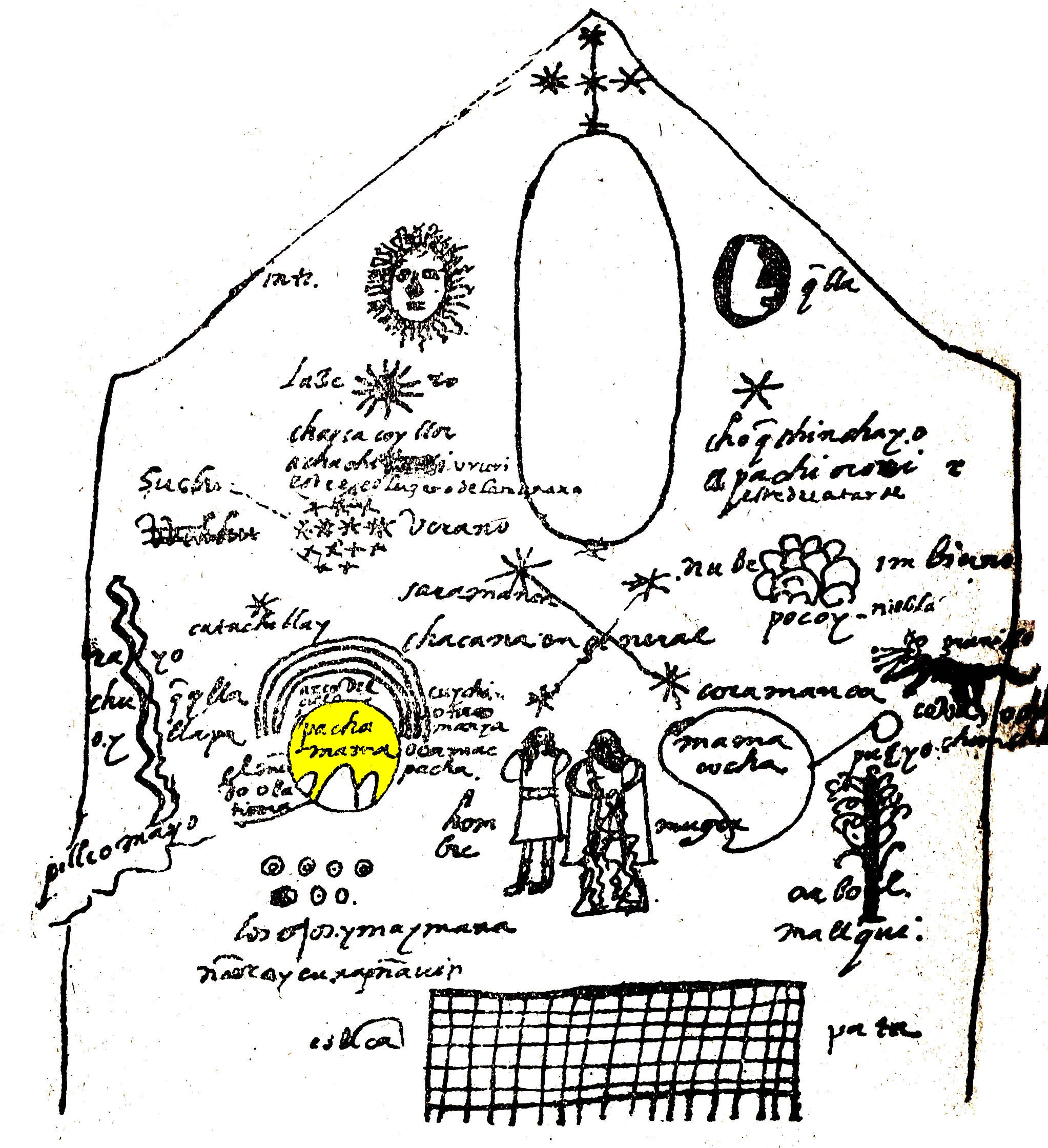
帕查玛玛, 宇宙學, Juan de Santa Cruz Pachacuti Yamqui Salcamayhua （1613）.

帕查玛玛是安第斯土著人崇敬的女神，也称为大地／时间母亲。在印加神话中，帕查玛玛或玛玛帕查是一位主管种植和收获的生育女神，她制造地震，并且通常显示为龙的形状。她也是一位永远存在和独立的神，具有自给和创造能力来维系大地上生命。帕查玛玛是帕查·卡玛克的妻子，她的儿子是太阳神因蒂，女儿是月神基利亚。在克丘亚人的宇宙观中，大自然是由水、大地、太阳和月亮四部分组织成。焚烧羊驼及精心制作的小服装就是献给她的祭品。在被西班牙征服后，西班牙人强行推行罗马天主教，对众多土著人来说圣母玛利亚这一角色已与帕查玛玛结合起来。在前西班牙文学中，帕查玛玛被看作一位急于收取祭品的残忍女神，而当秘鲁开始形成为一个国家时，帕查玛玛开始或到这一天被视为是仁慈和赠予的女神。她也被看作大自然本身。

## 词源
帕查玛玛通常被译为大地母亲，但更书面的直译应是“世界母亲”（在艾马拉语和克丘亚语中。由于现代西班牙语或英语中没有对应的文辞，西班牙人第一次翻译时将“玛玛”译作“母亲”、将“帕查”译作“世界或土地，而后，在现代语义中进一步扩大为 cosmos 或 universe，即宇宙）。
这位印加女神有多种称呼，最主要的是帕查玛玛，其他的名字有：玛玛·帕查、拉·帕查玛玛（La Pachamama）和大地母亲（Mother Earth）。拉·帕查玛玛与帕查玛玛不一样，因为“拉”（La）标志着女神与自然交织连接的；而帕查玛玛-没有“拉”- 仅只指女神。

## 现代仪式
帕查玛玛和因蒂被认为是最仁慈的神，在安第斯山脉部分地区，又称塔万廷苏尤（Tawantinsuyu，前印加帝国-地跨现今的玻利维亚、厄瓜多尔、哥伦比亚、智利、阿根廷北部，帝国的中心位于现今的秘鲁，首都是库斯科）受到崇拜。帕查玛玛是安第斯地区人民众所周知的“好妈妈”。因此，人们通常会在每次聚会或欢庆时都敬酒祭典她。在某些地区，人们在开始饮酒前，都要先向地上洒少量的吉开酒（chicha）。这种敬酒被称为“恰拉”（challa），几乎每天都要做。
帕查玛玛有一个叫做“玛特斯·德·恰拉”（Martes de challa，恰拉的星期二）的特别祭拜日，这一天人们要埋食物、扔糖果和焚香。在某些情况下，司仪神父协助艾马拉语称为雅提里斯（yatiris）的传统祭司，执行古代礼仪以带来好运或女神良好的意愿，如祭献豚鼠或烧灼骆驼胎儿（虽然这已不再常见）。该节日与忏悔礼拜二重合，也作为狂欢节和嘉年华会庆祝。帕查玛玛的核心仪式是“恰拉”（Challa）或“帕戈”（Pago）（偿还）。整个八月期间都在举行，许多地方还在每月的第一个周五举行。其他的仪式于特定的日子举行。据阿根廷人类学家，从20世纪70年代至90年代一直研究安第斯文化的马里奥·雷比（Mario Rabey）和鲁道夫·默显罗（Rodolfo Merlino）说，“最重要的仪式是查雅科（challaco）。查雅科是克丘亚语“ch'allay'和'ch'allakuy”的变体，指的是执意泼洒活动。南部安第斯山脉中部农民流行语，“Challar”一词用于“喂饲和给土地喝”的意思。查雅科包括从前一天晚上开始于家中的一系列复杂的仪式步骤。他们要煮一种叫“tijtincha”特殊的食品。仪式的高潮在池塘或溪流边，在那里，人们将提供包括“食物、饮料、古柯叶和雪茄等”一系列贡品给帕查玛玛。

### 家庭仪式
纪念帕查玛玛仪式常年进行，但播种季节之前的8月份最多。因为八月份是安第斯山脉南部冬季最寒冷的月份，这段时间，人们感觉更容易生病。因此，8月也被视作一个“棘手的月份”。在这段招祸的时间中，安第斯人相信，他们必须与大自然相片融洽，以便确保自己和他们的庄稼和牲畜健康并得到保护。为了做到这一点，家族中要举行燃烧植物木材等清洗仪式，以吓跑这段时期出现最多的恶神。人们还喝某种认为能带来好运的马黛（mate）茶。
8月1日的前一天晚上，全家人要整夜准备献给帕查玛玛的祭品.，第二天主人齐集，然后在地上砸一个孔，如果土壤发出的声音响亮，则意味着这将是一个好年头。如果不是，则这一年将不富裕。在任何客人开吃前，主人必须先给帕查玛玛一盘食物。食物要倾撒在地上，然后再背诵一篇给帕查玛玛的祷文。

### 周日游行
在帕查玛玛节的一个主要吸引点就是周日游行。节庆委员会将在社区中寻找最年长的妇女并推选她为“年度帕查玛玛女王”。这种推选第一次发生在1949年。土著妇女，尤其是老年妇女，被视为传统的化身及智慧、寿命、生育和繁殖的现实象征。在周日游行期间，当选的帕查玛玛女王骑在马上，在高乔人（Gauchos）的护卫下环绕广场，接受人们的致敬。星期天游行被认为是节日的高潮。

## 新纪元运动
近期在白人和安第斯混血民族中出现了一种新纪元运动。即每周一次在周日举行的礼拜仪式，包括用克丘亚语向帕查玛玛祈祷，虽然也引用了一些西班牙语。在寺庙里，有一块上面带圆形徽章的大石头，象征着新纪元运动组织和它的信仰。石头右边的一只脏碗代表帕查玛玛。作为她大地母亲的地位。崇拜活动中很多涉及帕查玛玛的仪式都与基督教相结合，在这一点是因为很多家庭都同时信仰基督教和帕查玛玛。帕查玛玛有时融合为坎德拉里亚圣母 .
不幸的是，一些旅行社已利用了发生在安第斯社区新兴的新纪元运动（取自克丘亚印第安礼仪活动）吸引游客前来参观印加遗址。观光者一旦访问这些遗址，比如马丘比丘与库斯科，还提供参与向帕查玛玛献祭的机会。旅游市场一直在利用帕查玛玛以提升对外地人的吸引力。例如，秘鲁前总统亚历杭德罗·托莱多（Alejandro Toledo）在马丘比丘项上举行过一次象征性的就职典礼，其活动特色就是一位克丘亚宗教长老向帕查玛玛献祭。许多克丘亚人都担心自己的宗教文化会遭到旅游业的破坏。

## 备注
1. 1 2  Dransart, Penny. （1992） Pachamama: The Inka Earth Mother of the Long Sweeping Garment. Dress and Gender: Making and Meaning. Ed. Ruth Barnes and Joanne B. Eicher. New York/Oxford: Berg. 145-63. Print.
2. 1 2  Matthews-Salazar, Patricia. （2006）成为全印第安人: 高乔人, 帕查玛玛女王, 游客重塑印第安节日. 节日, 观光和社交的改变: 重塑世界. 埃德·大卫·皮卡德和麦克·罗宾逊. N.p.: 浏览频道出版社. 71-81. Print.
3. ↑  Murra, John V. . 美国人类学家. 1962, 64 (4): 714.
4. ↑  Merlino, Rodolfo y Mario Rabey. . Allpanchis. 1992, (40): 173–200.（西班牙文）
5. ↑  Molinie, Antoinette. . History and Anthropology. 2004, 15 (3): 233–250.
6. ↑  Crónicas del Descubrimiento y de la Conquista: Cronistas que refieren de cultos telúricos: Pedro Sancho de la Hoz （1534）; Miguel de Estete （1534）; Pedro Pizarro （1571）
7. 1 2  Lira, Jorge A. . Tucumán, Argentina. 1944.（西班牙文）
8. ↑  Mario Rabey y Rodolfo Merlino. Jorge Flores Ochoa , 编. . Llamichos y paqocheros: Pastores de llamas y alpacas (Cusco, Perú). 1988: 113–120.（西班牙文）
9. 1 2  Merlino, Rodolfo y Mario Rabey. . Allpanchis (Cusco, Perú). 1983, (21): 149–171.（西班牙文）
10. 1 2 3 4 5 6 7 8 9 10 11  Matthews-Salazar, Patricia. （2006） Becoming All Indian: Gauchos, Pachamama Queens, and Tourists in the Remaking of an Andean Festival. Festivals, Toursism and Social Change: Remaking Worlds. Ed. David Picard and Mike Robinson. N.p.: Channel View Publications. 71-81. Print.
11. 1 2  Hill, Michael D. . Ethnohistory. 2010, 57 (2): 263–289.
12. ↑  Manuel Paredes Izaguirre. .   [2010-02-15]. （原始内容存档于2010-08-28）.（西班牙文）
13. 1 2  Hill, Michael. . Journal of the American Academy of Religion. 2008, 76 (2): 251–279.